# Monument aux morts de 1914-1918 de Perpignan
Pour les articles homonymes, voir monument aux morts de Perpignan.
Le monument aux morts de 1914-1918 de Perpignan est un monument aux morts créé par Gustave Violet situé à Perpignan (Pyrénées-Orientales).